# Robert Biel
Robert Biel (ur. 22 lutego 1965 w Radgoszczy) – polski duchowny katolicki, dr hab. teologii pastoralnej, tłumacz dzieł niemieckich teologów m.in. Josepha Ratzingera, prezes Fundacji Cordare.

## Życiorys
Pochodzi z parafii św. Kazimierza w Radgoszczy. Liceum ogólnokształcące ukończył w Dąbrowie Tarnowskiej. W 1985 roku wstąpił do Wyższego Seminarium Duchownego w Tarnowie. Święcenia kapłańskie przyjął 25 maja 1991 roku z rąk bpa Józefa Życińskiego. Jako wikariusz pracował w parafii Żeleźnikowa Wielka. W 1992 roku podjął studia doktoranckie z zakresu teologii pastoralnej na Uniwersytecie Leopolda i Franciszka w Innsbrucku. W trakcie studiów pełnił obowiązki kapelana w Domu Generalnym Sióstr Miłosierdzia. W 1997 roku obronił pracę doktorską pt. Lebens und Todeszeichen der Kirche in Polen nach der Wende.
Po powrocie ze studiów rozpoczął pracę naukowo-dydaktyczną. 26 maja 1997 r. został mianowany starszym asystentem, a w 2003 roku adiunktem na Wydziale Teologicznym Papieskiej Akademii Teologicznej w Krakowie Sekcja w Tarnowie. W latach 1998–2006 pełnił obowiązki dyrektora Wydawnictwa Diecezji Tarnowskiej Biblos. W 2003 roku został mianowany wikariuszem biskupim ds. zakonnych. Funkcję tę pełnił do 2013 roku. Jednocześnie został przewodniczącym Diecezjalnej Rady ds. Osób Konsekrowanych. W 2003 roku został też powołany do Rady Kapłańskiej Diecezji Tarnowskiej, a w roku 2010 do Rady Biskupiej. W 2006 roku został mianowany kanonikiem gremialnym i kustoszem Kapituły Kolegiackiej w Nowym Sączu. 6 kwietnia 2013 r. otrzymał stopień doktora habilitowanego na Katolickim Uniwersytecie Lubelskim na podstawie rozprawy pt. Kościół Wielkiej Soboty. Paschalna wizja Kościoła w ujęciu kardynała Kurta Kocha.
W latach 2008–2016 wchodził w skład 5-osobowego Prezydium Europejskiej Rady Kapłańskiej (CCPE) zrzeszającej przedstawicieli rad kapłańskich z całej Europy.
Jest członkiem Polskiego Stowarzyszenia Pastoralistów oraz PosT - Netzwerk der mittel - und osteuropäischen Pastoraltheologinnen und Pastoraltheologen (Wiedeń). Jest też autorem ponad stu publikacji, które ukazały się w ośmiu krajach oraz tłumaczem kilku pozycji książkowych.
W 2017 r. założył Fundację Cordare, która ma na celu wsparcie zdolnej młodzieży z niezamożnych rodzin w uzyskaniu wyższego wykształcenia.

## Wybrane publikacje
- R. Biel, K. Kochem, Symfonia jedności. Z kardynałem Kurtem Kochem rozmawia ks. Robert Biel, Lublin 2015.
- R. Biel, P. Segmȕller, Mój święty szef. Komendant Pius Segmuller w rozmowie z ks. Robertem Bielem, Kraków 2014.
- Ku liturgii nadziei. Księga jubileuszowa dedykowana ks. dr. Bolesławowi Margańskiemu, R. Biel (red.), Tarnów 2004.
- Ludu, mój ludu, R. Biel (red.), Tarnów 2001[4].